# 物語 (日本文学)
日本文学における物語とは、広義の物語のうち、特に平安時代から室町時代までのものを指す言葉である。最も狭義には『竹取物語』にはじまり、鎌倉時代の擬古物語に至る古典の物語文学作品そのもののことを指す。『伊勢物語』『平中物語』『うつほ物語』『落窪物語』『源氏物語』『栄花物語』『浜松中納言物語』『狭衣物語』『とりかへばや物語』などが挙げられる。また、後の歴史物語や軍記物語や説話物語まで含めることもある。『雨月物語』などの戯作までを指す場合もある。また、『お伽草子』などに含まれるおとぎ話や説話、昔話、民話などを漠然と指して物語と呼ぶこともある。

## 作り物語
作り物語（つくりものがたり）は、王朝物語のうち架空の人物を主人公として展開される小説的な作品を指す。
『はこやのとじ』『からもり』などを嚆矢として、『源氏物語』によって頂点を迎え、これにつづく一群源氏亜流物語、さらに中世期物語にいたるまで、王朝物語の主流を成し、もっとも多くの作品数を誇る分野である。
このような架空の登場人物を想定できるもの以外に、当時の実在の事件や人物を取り上げたものが相当数あった。そして、架空であるか実際の出来事であるか、といったことの境界は、極めて不分明であった。例えば『伊勢物語』のように「物語」と当時の文献で呼ばれている作品であっても、主人公が実在の在原業平その人と一定の期間信じられた上で、親しまれた作品も認められる。「物語」の成立当初は、「実話」と「作り話」双方が「物語」と捉えられ、区別すらし難いものであった。

## 種類
日本文学の物語、狭義の物語、は大別すると次のようになる、と広辞苑には解説されている。
- 伝奇物語
- 写実物語または歌物語
- 歴史物語
- 説話物語
- 軍記物語
- 擬古物語

など
道徳的教訓を含めた、比喩を用いた物語をとくに「寓話」と呼んで区別することもある。